# Mario Canonge
Mario Canonge (* 1. September 1960 in Fort-de-France auf Martinique) ist ein französischer Jazz- und Fusionmusiker (Piano, Komposition) mit Anfängen in der karibischen Musik.

## Leben und Wirken
Canonge wuchs in einer musikalischen Familie auf, begann aber erst als Jugendlicher mit dem Klavierspiel. Bald spielte er die Orgel in der Kirche Ste Thérèse in Fort-de-France. Später begleitet er den Chor von Le François, mit dem er seine ersten Aufnahmen machte (Carnaval des Antilles). 1979 zog er nach Frankreich, um Tontechnik und Musikwissenschaft zu studieren, konzentrierte sich aber bald auf seine Aktivitäten als Pianist.
Mit dem Gitarristen Nguyên Lê gründete Canonge die Fusion-Band Ultramarine, mit der drei Alben entstanden; als Solist gewann er den ersten Preis beim Festival von La Défense. Er begleitete Sängerinnen wie Nicole Croisille und Dee Dee Bridgewater ebenso wie Henri Guédon, Ralph Thamar, Tanya St Val oder Jean-Michel Cabrimol.
1988 kehrte er mit der Zouk-Gruppe Sakiyo, die er mit Michel Alibo gründete, auf die Antillen zurück, wo er auch mit Grand Méchant Zouk tourte. 1992 erschien sein erstes Soloalbum Retour aux sources. Im folgenden Jahr erschien eine zweite CD, Trait d’union mit seiner Band Kann’, mit der er 1992/1993 auch in Frankreich viele Konzerte spielte. Gemeinsam mit Ralph Themar entstand ein Tribut-Album an Marius Cultier, einer großen Figur der karibischen Musik. Auch präsentierte er sich mit seiner Band international auf Festivals wie etwa dem Moers Festival, La Fayette in Louisiana oder Angoulême in Frankreich. Auf seinen nächsten Alben arbeitete er mit einer großen Bandbreite von Künstlern wie Jocelyne Béroard, Ralph Thamar, Tony Chasseur, dem kubanischen Orquesta Aragon, Andy Narell, Orlando Poleo oder Jean-Philippe Fanfant.
2004 fokussierte sich Canonge auf seinem Album Rhizome, das er mit Michel Alibo, dem Saxophonisten Jacques Schwarz-Bart, dem Trompeter Roy Hargrove und dem Schlagzeuger Antonio Sánchez und den Gästen Richard Bona und Gino Sitson einspielte, deutlicher auf den Jazz. Außerdem arbeitete er im Duo mit Alain Jean-Marie oder mit dem Kontrabassisten Michel Zenino sowie im Trio CAB mit dem kamerunischen Sänger Blick Bassy und dem brasilianischen Perkussionisten Adriano Tenorio DD (Album 2015). Weiterhin ist er auf den Alben von Touré Kunda, Henri Dikongué, Manu Dibango, Gino Sitson, Keyko Nimsay oder den Nubians zu hören.

## Diskographische Hinweise
- 1985 Ultramarine: Programme Jungle
- 1991 Retour aux sources
- 1993 Trait d’union
- 1994 Ralph Thamar & Mario Canonge: Hommage à Marius Cultier
- 1995 Arômes Caraïbes
- 1997 Chawa
- 1999 Punch en musique
- 2001 Carte Blanche
- 2004 Rhizome Featuring: Roy Hargrove, Richard Bona
- 2008 Mario Canonge, Alex Bernard, Grégory Louis, Ralph Thamar: Punch en musique Vol. 2
- 2009 Rhizome Tour (mit Linley Marthe und Chander Sardjoe)
- 2011 Mitan
- 2018 Mario Canonge, Michel Zenino: Quint’Up (mit Josiah Woodson, Ricardo Izquierdo und Arnaud Dolmen)
- 2020 Mario Canonge, Erik Pédurand: Kapital